# اداره پلیس سن‌دیگو

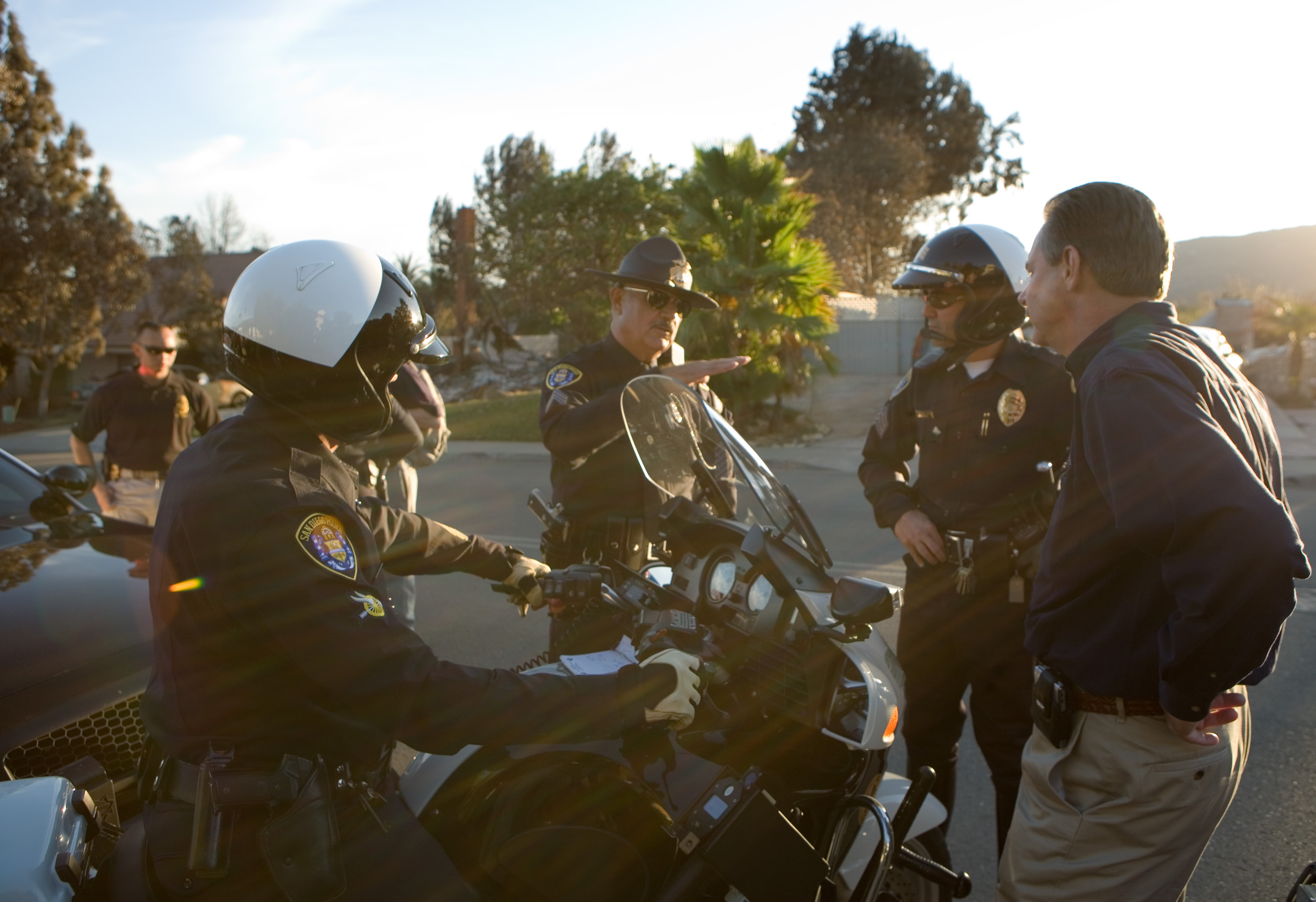
ماموران پلیس سن دیگو

ادارهٔ پلیس سن دیگو (به انگلیسی: San Diego Police Department)، تأسیس ۱۸۸۹، ادارهٔ پلیس شهر سن دیگو در آمریکا است.
این اداره بزرگ‌ترین مرکز قانونی در جنوب کالیفرنیا است. این نیروها با بیش از ۲۱۰۰ نفر نیرو، منطقه‌ای با جمعیتی در حدود ۲ میلیون نفر را پوشش می‌دهد.